# Stazione di Hatsukaichi
La stazione di Hatsukaichi (廿日市?, Hatsukaichi-eki) è una stazione ferroviaria situata nella città di Hatsukaichi, nella prefettura di Hiroshima in Giappone. Si trova lungo la linea principale Sanyō della JR West. Nelle vicinanze si trova la fermata di omonima del tram di Hiroshima (linea Hiroden Miyajima, percorso ).

## Linee e servizi
JR West
■ Linea principale Sanyō

## Caratteristiche
La stazione è dotata di due marciapiedi laterali con due binari in superficie collegati da sovrappassaggio. La stazione supporta la bigliettazione elettronica ICOCA ed è dotata di tornelli di accesso.
| 1 | ■ Linea principale Sanyō | per Miyajimaguchi, Iwakuni e Tokuyama |
| 2 | ■ Linea principale Sanyō | per Hiroshima e Mihara                |

## Stazioni adiacenti
| «                                | Servizio               | »                      |
| Linea principale Sanyō           | Linea principale Sanyō | Linea principale Sanyō |
| -------------------------------- | ---------------------- | ---------------------- |
| Itsukaichi                       | Locale                 | Miyauchi-Kushido       |
| Il rapido Tsūkin Liner non ferma |                        |                        |